# Бірманський бокс (летвей)
Бірманський бокс, або летвей — бойове мистецтво М'янми. Крім прийомів муай тай тут дозволяється і заохочується використання всіх видів кидків і ударів головою. Б'ються до тих пір, поки хто-небудь з бійців не попаде в нокаут, а після того, як його ''оживлять'', він має шанс сам вирішити — закінчити йому бій або продовжити. Нічиїх не буває, так само як і перемог по очках. Унаслідок таких жорстких правил бірманські боксери приділяють велику увагу зміцненню тіла, захисним діям, вчаться перемагати біль. Бірманські боксери практично не отримали серйозних титулів, беручи участь в профтурнірах за межами М'янми, тому що їх екстремальний стиль і техніка заборонені на світових чемпіонатах з кікбоксингу і муай тай. Бійці б'ються без рукавичок.
Багато в чому схоже з аналогічними бойовими мистецтвами Малайзії, Камбоджі, і муай тай.
Летвей (як напрям системи Таінг) є повною протилежністю бандо, його традиційні техніки жорсткі і наступальні. Він нагадує тайський бокс, але так як середня вага бірманських боксерів більше, то удари мають велику енергію і силу. Більшість боксерів, прості селяни, які беруть участь у поєдинках від 4-х до 8-ми раз на рік. Найкращими бійцями є представники каренів і качинів. У шанів бокс більше не практикується, хоча в давні часи вони теж були майстерними боксерами. І зараз можна побачити виконання шанського бойового танцю Лай Ка, який використовується як спосіб підготовки бійців.